# Twist (ball)
El twist és un ball i cançó de ritme binari i temps ràpid emparentat musicalment amb el rock'n'roll. Els antecedents són en el rhythm'n'blues i el rock'n'roll, però també en el jitter-burg, el lindyhop (1953), l'itch (1954) i el bop (1957). Feia temps que els músics es retorcien sobre l'escenari i Hank Ballard s'inspirà en aquest moviment per compondre The Twist (1961), tema que Chubby Checker s'encarregà de popularitzar. L'èxit va ésser immediat, marcà el començament d'una nova forma d'entendre el ball i tingué molts imitadors, però cap no repetí el seu èxit.
En el twist, els ballarins segueixen la música amb girs i desplaçaments individuals, amb les cames juntes i molt flexionades. El resultat és un balanceig rítmic i accentuat de cintura cap avall, que acompanya el moviment de rotació dels peus mentre el tronc sofreix una torsió i els braços segueixen el moviment dels malucs paral·lelament.
Es balla sol o amb parella (sense agafar-se), amb els braços oberts, el tronc tirat lleugerament enrere i les cames separades(40-50 cm). Les rotacions de peus del pas bàsic es poden executar a la dreta o a l'esquerra i poden completar-se amb desplaçaments sobre una o dues cames. El moviment de balanceig es pot realitzar endavant, endarrere o en diagonal, i pot anar acompanyat de quicks, flexions i passos plié (baixades i pujades en 8 temps). En els desplaçaments laterals (amb peus paral·lels o oposats), els peus llisquen sobre el sòl després d'un cop de cintura, i el pes del cos es recolza sobre puntes i talons de forma alterna.

## Etimologia
L'ús del nom twist per a la dansa es remunta al segle xix. Segons Marshall i Jean Stearns a Jazz Dance, un moviment de dansa pèlvica anomenat twist va arribar a Amèrica des del Congo durant l'esclavitud. Una de les cançons d'èxit dels primers trobadors de blackface va ser Vine Twist del banjoista Joel Walker Sweeney. Una de les primeres bogeries del ball negre de principis del segle XX va ser el  Mess Around , descrit pel compositor Perry Bradford al seu èxit de 1912 Messin' Around com: Ara qualsevol pot aprendre l'art, posar les mans als malucs i doblegar l'esquena; estar dret en un lloc ben fort, i girar, girar amb totes les teves forces. Però el gir en aquest punt era bàsicament moldre els malucs. El cantant de blues Bo Carter va gravar Twist It Babe el 1931, i la referència a la lletra sembla ser una metàfora del sexe. A la seva cançó Winin' Boy Blues de finals dels anys 30, Jelly Roll Morton cantava: Mama, mama, mira la germana, està al dic fent el doble gir. A la cançó de 1953 Let the Boogie Woogie Roll, Clyde McPhatter and the Drifters cantaven: Quan em mirava, els seus ulls brillaven com l'or, i quan feia el gir em tocava l'ànima.
Però el ball senzill que ara coneixem com a Twist es va originar a finals dels anys cinquanta entre els adolescents, i va ser popularitzat per Chubby Checker en la seva preparació per estrenar la cançó a una audiència nacional el 6 d'agost de 1960 a The Dick Clark Show, un programa de dissabte a la nit que, a diferència de l'American Bandstand diürn del discjòquei Clark, era un espectacle amb públic assegut.

## Passos
El gir es realitza dempeus amb els peus separats aproximadament a l'amplada de les espatlles. El tors pot estar quadrat fins als genolls i els malucs, o girat en angle de manera que un peu quedi més endavant que l'altre. Els braços estan separats del cos, doblegats pel colze. Els malucs, el tors i les cames giren sobre les puntes dels peus com una sola unitat, amb els braços més o menys immòbils. Els peus freguen endavant i endarrere a terra, i el ball es pot variar en velocitat, intensitat i alçada vertical segons calgui. De vegades s'aixeca una cama del terra per estilitzar-ho, però generalment la postura de ball és baixa i amb els peus en contacte amb el terra amb molt poc moviment vertical. Els moviments són el puré de patata, la natació, l'ofegament, la torsió, el balanceig de braços i la torsió amb una sola cama.
Una altra descripció dels moviments popularitzats per Chubby Checker:
| « | 1. POSTURA: Posició de boxejador, una cama estesa endavant i els braços estesos endavant des del colze. 2. MOVIMENT: Els malucs giren d'un costat a l'altre com si es freguessin amb una tovallola. Els genolls estan lleugerament flexionats. A mesura que els malucs es mouen cap a l'esquerra, els braços es mouen cap a la dreta i viceversa. 3. MOVIMENT DELS PEUS: Gireu els peus com si estiguéssiu apagant una cigarreta. Tot el cos es mou endavant i enrere i d'un costat a l'altre. | » |

Segons la revista Time, "els ballarins gairebé mai es toquen ni mouen els peus. Tota la resta, però, es mou. La part superior del cos es balanceja endavant i endarrere i els malucs i les espatlles giren eròticament, mentre els braços s'endinsen, surten, pugen i baixen amb els moviments de pistó d'uns guardians d'ocells desconcertats que lluiten contra un estol de gaigs blaus que ataquen."}}

## Origen
Dick Clark era una potència en la música en aquell moment, gràcies a American Bandstand, que es feia cinc vegades per setmana a les tardes, presentant ballarins locals i artistes visitants que feien sincronització de labials amb les seves gravacions. Clark va veure el potencial de la cançó quan va sentir la versió original de Hank Ballard, però Ballard i el seu grup, el gran èxit del qual havia estat "Work With Me Annie" el 1954, es considerava massa obscè per atraure el públic adolescent de Clark. Va instar el segell discogràfic de Filadèlfia Cameo/Parkway a gravar una nova versió de The Twist amb el jove i saludable Chubby Checker, que havia demostrat el seu talent per copiar altres artistes en un èxit anterior, The Class. Publicada a l'estiu de 1960, la versió de Checker de "The Twist" va arribar al número u de la llista de senzills als Estats Units el 1960 i després de nou el 1962.
El 1961, en el punt àlgid de la bogeria, els clients del Peppermint Lounge de Nova York, al carrer West 45th, ballaven twisters al ritme de la banda local, un grup local de Nova Jersey, Joey Dee and the Starliters. La seva cançó Peppermint Twist (Part 1) va arribar al número u als Estats Units durant tres setmanes al gener de 1962. El 1962, Bo Diddley va publicar el seu àlbum Bo Diddley's a Twister. Va gravar diverses cançons de twisters, com ara The Twister, Bo's Twist i Mama Don't Allow No Twistin, que feien referència a les objeccions que molts pares tenien als moviments pèlvics del ball.
A l'Amèrica Llatina, el twist va tenir èxit a principis dels anys seixanta, impulsat per Bill Haley &amp; His Comets. Els seus enregistraments de "The Spanish Twist" i "Florida Twist" van ser èxits, sobretot a Mèxic. Haley, en entrevistes, va atribuir el mèrit a Checker i Ballard. Casualment, Checker va aparèixer en dos musicals que van prendre els seus títols de pel·lícules que Haley va fer als anys cinquanta: Twist Around the Clock (per Rock Around the Clock) i Don't Knock the Twist (per Don't Knock the Rock).

## Èxits de Twist aBillboard
- The Twist  de Hank Ballard i els Midnighters (núm. 28, 1959)
- The Twist de Chubby Checker (núm. 1, 1960; núm. 1, 1962)
- Let's Twist Again  de Chubby Checker (núm. 8, 1961)
- Twistin' USA de Danny &amp; the Juniors (núm. 20, 1961)
- Slow Twistin'  de Chubby Checker (núm. 3, 1962)
- Peppermint Twist – Part 1 de Joey Dee i els Starliters (núm. 1, 1962)
- Hey, Let's Twist de Joey Dee i els Starliters (núm. 20, 1962)
- Dear Lady Twist  de Gary US Bonds (núm. 9, 1962)
- Twist, Twist Senora  de Gary US Bonds (núm. 9, 1962)
- Twistin' Postman  de les Marvelettes (núm. 34, 1962)
- Twistin' the Night Away  de Sam Cooke (núm. 9, 1962)
- Twist and Shout  dels Isley Brothers (núm. 17, 1962)
- Twist-Her del Combo de Bill Black (núm. 26, 1962)
- Soul Twist  de King Curtis & His Noble Knights (núm. 17, 1962)
- Bristol Twistin Annie dels Dovells (núm. 27, 1962)
- Percolator (Twist) de Billy Joe &amp; the Checkmates (núm. 10, 1962)
- Do You Know How To Twist de Hank Ballard and the Midnighters (núm. 87, 1962)
- Twist It Up de Chubby Checker (núm. 25, 1963)
- Twist and Shout  dels Beatles (núm. 2, 1964)

## Pel·lícules Twist
- Twist Around the Clock (1961) – amb Chubby Checker
- Don't Knock the Twist (1961) – amb Chubby Checker
- Hey, Let's Twist! (1961) – amb Joey Dee[7]
- The Continental Twist (1961)[8]
- The Twist (1992)[9]

## En la cultura popular
El 1962, Dell Comics va produir un còmic d'una sola tirada anomenat The Twist que ficcionava la bogeria del ball al Peppermint Lounge. Diversos programes de televisió van parodiar el ball a principis dels anys seixanta. Un episodi de The Alvin Show va mostrar una paròdia del Twist anomenada The Alvin Twist. La versió dels  Picapedra es va anomenar Twitch i es va emetre el 1962, igual que el Twizzle The Dick Van Dyke Show. El mateix any, va aparèixer en un episodi de Leave It to Beaver anomenat Beaver Joins a Record Club. També es va esmentar al número 2 de Amazing Spider-Man, on Jameson li diu a Peter Parker que compri discos de Twist amb els seus diners.
La bogeria va ser fins i tot esmentada pel Comitè Federal de Mercat Obert dels Estats Units (FOMC) quan les accions del 1961 van ser anomenades Operació Twist. El 2011, el FOMC va reviscolar l'Operació Twist.
A mitjans de la dècada del 1960, el ball va arribar a la Unió Soviètica i es va popularitzar en una pel·lícula del 1967 titulada Kidnapping, Caucasian Style. Els moviments del ball es descrivien –i es visualitzaven– de la mateixa manera que els descrivia Chubby Checker, apagant cigarrets amb les puntes dels peus.
El ball es consideraria emblemàtic de principis dels anys seixanta en anys posteriors, i cançons populars, programes de televisió i pel·lícules probablement hi farien referència quan volien transmetre l'esperit d'aquella època. El 1978, el grup de rock The B-52's va incloure el vers Twisting round the fire a la seva cançó  Rock Lobster, amb referències a pel·lícules de festes a la platja dels anys seixanta.
"The Twist" va ser una de les inspiracions per a la cançó  The Toxic Waltz d'Exodus, del seu àlbum Fabulous Disaster de 1989.
La cançó " Aneurysm " de la banda Nirvana, publicada per primera vegada el 1991 al senzill "Smells Like Teen Spirit", inclou una menció destacada del ball animat a la primera línia de cada estrofa, cosa que fa que els seus oients diguin: "Vine i fes el gir".
El 1993, una pel·lícula de Ron Mann anomenada Twist era un documental sobre la bogeria. La pel·lícula de Quentin Tarantino de 1994, Pulp Fiction presentava John Travolta i Uma Thurman ballant el Twist amb la cançó " You Never Can Tell " de Chuck Berry com a part del concurs Twist de Jack Rabbit Slim. A Spider-Man 3 (2007), Harry Osborn i Mary Jane Watson ballen "The Twist". En un episodi de la primera temporada de Mad Men (The Hobo Code), Peggy Olsson i diversos altres empleats de Sterling Cooper ballen "The Twist" de Chubby Checker. La primera temporada té lloc el 1960, quan la versió de Checker es va convertir en un èxit.
El 1995, Faber & Faber va publicar The Twist: The Story of the Song and Dance That Changed the World, de Jim Dawson. El 2009, Lady Gaga i els seus ballarins de suport van interpretar una versió del Twist al vídeo oficial de la cançó Bad Romance. El Twist també va ser una part fonamental del llibre L'estrany cas d'Origami Yoda (2010), en què un titella d'origami fet per semblar-se a Yoda dóna consells.